# سبنسر هايمان
سبنسر هايمان (بالإنجليزية: Spencer Hayman)‏ هو لاعب كرة قدم أسترالية أسترالي، ولد في 6 يناير 1885 في Petersham, New South Wales ‏ في أستراليا، وتوفي في 14 سبتمبر 1946 في بنديجو في أستراليا.

## وصلات خارجية
- سبنسر هايمان على موقع AustralianFootball.com (الإنجليزية)
- سبنسر هايمان على موقع AFLtables.com (الإنجليزية)